# Канегасаки
Канегасаки (на японски: 金ケ崎町) е град в североизточна Япония, част от префектура Ивате. Населението му е около 15 000 души (2021).

## География
Градът има обща територия 179,76 квадратни километра. Разположен е на 61 метра надморска височина в региона Тохоку, при вливането на река Исава в Китаками и на 56 километра южно от Мориока. Граничи с Китаками на север и Ошу на изток и юг. В западната част на землището има възвишения и оризови полета, а на изток – малък търговски район и жилищни зони.

## История
Районът на днешния град е населяван в периода Джомон от етническата група емиши, а по-късно става част от провинция Муцу. В края на периода Хеян е управляван от рода Северни Фудживара, в периода Едо е владение на клана Дате.
Канегасаки е създаден като село при реформата на местното управление от 1 април 1889 година, а през 1925 година получава статут на град. През 1955 година към него е присъединено съседното село Нагаока.

## Население
Към 1 март 2021 година Канегасаки има население 15 337 души и средна гъстота на населението 85 души на квадратен километър.

## Икономика
В Канегасаки има оризови полета и говедовъдни ферми, както и голям промишлен парк с автомобилен завод на „Тойота“ и завод за полупроводници на „Фуджицу“. Заводът на „Тойота“ започва работа през 1993 година и към 2022 година произвежда моделите „Тойота C-HR“, „Тойота Акуа“, „Тойота Ярис“ и „Тойота Ярис Крос“.

## Култура
В стария център на града е запазен комплекс от традиционни самурайски резиденции, като през 2001 година 34,8 хектара са обявени от националното правителство за защитена зона.